# ادوارد سنت جان نیل
ادوارد سنت جان نیل (انگلیسی: Edward St. John Neale; ۱ ژانویهٔ ۱۸۱۲ – ۱ ژانویهٔ ۱۸۶۶) دیپلمات اهل پادشاهی متحد بریتانیای کبیر و ایرلند بود.